# Umberto Lenzi
Umberto Lenzi (Massa Marittima, 6 agosto 1931 – Roma, 19 ottobre 2017) è stato un regista, sceneggiatore e scrittore italiano.
Tra i maggiori esponenti del poliziottesco, ha infatti diretto titoli divenuti dei film di culto del genere, come Milano odia: la polizia non può sparare, Roma a mano armata e Napoli violenta.
Si è firmato talora con alcuni pseudonimi anglofoni: Hank Milestone, Bob Collins, Humphrey Humbert ed Harry Kirkpatrick. Sempre dichiaratosi anarchico, tra i suoi maestri, il regista ha sempre messo al primo posto Raoul Walsh e Samuel Fuller.

## Biografia

### Formazione
Umberto Lenzi nasce a Massa Marittima, in provincia di Grosseto, il 6 agosto 1931. Si laurea nel 1954 in giurisprudenza all'Università di Pisa e supera l'esame di ammissione al CSC, per il quale ottiene una borsa di studio. Lenzi si diploma al Centro sperimentale di cinematografia nel 1956. Il suo saggio di diploma è un cortometraggio intitolato I ragazzi di Trastevere, una storia pasoliniana su un gruppo di ragazzi del popolare quartiere romano. In seguito Lenzi collabora con riviste cinematografiche come Bianco e Nero, prima di esordire come aiuto regista in film come Il terrore dei mari.

### Prime opere
Firma la sua prima regia cinematografica nel 1961 (esclusa la parentesi di un film girato in Grecia nel 1958, che però non trova distribuzione), il film di cappa e spada Le avventure di Mary Read. In seguito si dedica alla rilettura dei classici salgariani, firmando tra gli altri: Sandokan, la tigre di Mompracem (1963), interpretato da Steve Reeves, e I pirati della Malesia (1964), in cui durante le riprese viene sorpreso dallo scoppio della guerra civile che porta al distacco di Singapore dalla Malaysia. Seguendo l'onda delle nuove tendenze cinematografiche, sfrutta di volta in volta il fenomeno filmico del momento e, sull'onda del successo della serie di James Bond 007, in due anni gira ben quattro film di spionaggio, tra cui A 008, operazione Sterminio (1965) e Superseven chiama Cairo (1965).
Nel 1968 mette in scena una sceneggiatura del giovane Dario Argento, avvalendosi di una produzione Titanus decisamente ricca; il titolo è La legione dei dannati, una sorta di rilettura de I cannoni di Navarone (1961). Rimane sul genere bellico - uno dei suoi preferiti - anche col film Attentato ai tre grandi e nel 1978 gira negli Stati Uniti il film Il grande attacco, interpretato da attori come Henry Fonda, Helmut Berger e John Huston. Nel 1979 con lo pseudonimo di Hank Milestone, gira Contro 4 bandiere, una coproduzione italo-franco-spagnola con George Peppard e Horst Buchholz.

### I gialli
Lenzi in seguito si specializza nel giallo all'italiana, inventando un sottogenere, quello del "giallo erotico italiano", che in seguito egli stesso definirà "thriller dei quartieri alti", firmando la trilogia composta da: Orgasmo (1969), uno dei film più venduti negli Stati Uniti in quel periodo, Così dolce... così perversa (1969) e Paranoia (1970), tutti interpretati dall'ex stella hollywoodiana Carroll Baker. In tutti questi combina erotismo, psicologia e intrighi del mondo della nobiltà.
Nei primi anni settanta, dopo la rilettura del thriller argentiano da parte di vari cineasti, anche Lenzi decide di inserirsi nel filone con ben cinque film: Un posto ideale per uccidere (1971), Sette orchidee macchiate di rosso (1972), Il coltello di ghiaccio (1972), Spasmo (1974) e Gatti rossi in un labirinto di vetro (1975). Tutti seguono più o meno fedelmente il modulo argentiano, a differenza di Spasmo, il quale predilige calcare terreni più introspettivi e psicologici. Nel frattempo si cimenta in un genere inedito, il "cannibalico", da lui inventato col film Il paese del sesso selvaggio (1972).

### Il successo dei polizieschi

Un'immagine da Napoli violenta, di Lenzi

Conseguentemente alla nascita del genere cinematografico italiano denominato "film poliziottesco" grazie a La polizia ringrazia (1972) di Stefano Vanzina, Lenzi trova finalmente il suo terreno più fertile, risultando il più prolifico cineasta di questo genere e firmando alcune tra le più apprezzate - più dal pubblico che dalla critica - opere del decennio; tra queste vanno sicuramente citate: Milano odia: la polizia non può sparare (1974), un film violento e atipico incentrato sull'ascesa criminale di un viscido delinquentello interpretato da Tomas Milian e altri due polizieschi molto violenti: Roma a mano armata (1976), con la coppia Milian e Maurizio Merli e Napoli violenta (1976), quest'ultimo capace d'un incasso record di 60 milioni di lire solo nel primo weekend di programmazione, con protagonista ancora Merli il quale, senza controfigura, si prodiga, tra l'altro, in un lungo e spettacolare inseguimento sopra la funicolare del rione di Montesanto (Napoli).
In particolare con l'attore cubano Milian, Lenzi crea un duraturo e fruttifero sodalizio che contribuisce alla riuscita di molte pellicole, fra cui Il giustiziere sfida la città (1975). Insieme con Milian, inoltre, il regista inventa anche il personaggio di Er Monnezza, simpatico e furbo ladruncolo borgataro, che appare in Il trucido e lo sbirro e La banda del gobbo, fino al piccolo tradimento che Milian fa nei confronti di Lenzi, interpretando sempre Er Monnezza nel film di Stelvio Massi, La banda del trucido. In seguito a questo avvenimento, il rapporto tra i due artisti si incrina, producendo di fatto la scissione del loro sodalizio cinematografico.
Lenzi contribuisce anche al grande successo di Maurizio Merli, presenza costante nei suoi polizieschi nel ruolo del commissario tutto d'un pezzo, in film come Napoli violenta e Il cinico, l'infame, il violento. I polizieschi di Lenzi sono molto duri e violenti, ma non manca mai l'ironia mordace tipica di questo regista.

### Gli horror e cannibalici
Giunto ai primi anni ottanta, il regista decide di seguire le orme dei più noti cineasti italiani di genere come Lucio Fulci e Dario Argento, cercando il successo nel genere horror. Il primo titolo è Incubo sulla città contaminata (1980), film in particolar modo venerato da Quentin Tarantino, in cui degli uomini contaminati da radiazioni si trasformano in una sorta di cannibali assassini quasi indistruttibili - «Non sono zombi!» ha tenuto più volte a sottolineare Lenzi. È un film che, chiaramente ispirato a Zombi di Romero, possiede una sua originalità, più volte citata in opere future dedicate all'argomento.
Nell'anno successivo, sulla scia di Cannibal Holocaust (1980) di Ruggero Deodato, dirige Mangiati vivi!, film dedicato ai cannibali che riscuote un discreto successo all'estero e che lo spinge a realizzare Cannibal Ferox (1981), pellicola di punta della sua "trilogia cannibalica", che però ottiene bassi incassi (400.000 dollari nella prima settimana a New York), il quale però diventa anche uno dei film più censurati al mondo a causa di alcune scene di violenza reale perpetrata su animali esotici; nel corso di un'intervista concessa al giornalista Emanuele Carioti per l'emittente televisiva romana T9, Lenzi indica come Cannibal Ferox sia "un film che ho sempre disprezzato perché l'ho fatto per motivi alimentari; ero stato un anno fermo, cosa rarissima nella mia carriera (...) ed ero rimasto disoccupato".
A fine del decennio torna al genere thriller/horror con Nightmare Beach - La spiaggia del terrore (1988), una produzione minore girata negli Stati Uniti, gemella di un'altra pellicola scritta e co-diretta insieme con Vittorio Rambaldi, Rage - Furia primitiva (1988). Successivamente dirige altri film horror tra cui La casa 3 - Ghosthouse (1988), seguito apocrifo della serie de La casa di Sam Raimi, prodotto da Joe D'Amato e sempre girato negli Stati Uniti, che riscontrò un buon successo di pubblico, aprendo la strada ad altri due seguiti apocrifi italiani della saga di Raimi (La casa 4 (Witchcraft) di Fabrizio Laurenti, del 1989, e La casa 5 di Claudio Fragasso, del 1990); Paura nel buio (1989) e il film a basso costo Le porte dell'inferno (1990), ultimo film dell'attore Giacomo Rossi Stuart. Lo stesso anno viene contattato da ReteItalia che gli commissiona un paio di film TV (altri due vengono richiesti a Lucio Fulci), aventi per soggetto le "case maledette". Il risultato, nonostante il budget ridicolo e un cast non propriamente eccelso a disposizione, è comunque dignitoso. I film sono: La casa del sortilegio (1989) e La casa delle anime erranti (1989) in cui appare nei panni di una giornalista, la presentatrice-ecologista Licia Colò. Questi due film rappresentano anche le sole occasioni in cui il regista abbia lavorato per la TV.

### Altre opere
Sempre negli Ottanta, Lenzi firma molte pellicole di vario genere, fra cui la commedia con Donatella Rettore Cicciabomba (1982), un film della serie apocrifa di Pierino (Pierino la peste alla riscossa! del 1982 con il comico toscano Giorgio Ariani come protagonista), l'avventura fantastica La guerra del ferro - Ironmaster (1983), scritto sulla falsariga di Conan il barbaro e il bellico I cinque del Condor (1985). Nel secondo lustro degli anni ottanta dirige Un ponte per l'inferno (1986) e Tempi di guerra (1987), due film di guerra girati in Jugoslavia.

### Gli ultimi lavori
L'ultima parte della sua carriera è destinata al cinema di esportazione per i mercati minori, con pellicole discrete come Obiettivo poliziotto (1989), Caccia allo scorpione d'oro (1991) e Demoni 3 (1991) noto anche come Black Demons, terzo capitolo non ufficiale della serie horror inaugurata da Lamberto Bava.
Il suo ultimo film è Hornsby e Rodriguez - Sfida criminale (1992), girato in parte negli Stati Uniti e in parte a Santo Domingo. Un'invenzione dei produttori è invece il film Sarajevo, inferno di fuoco, uscito nel 1996 direttamente per l'home video, che combina inserti e scarti di Obiettivo poliziotto e di Un ponte per l'inferno al fine di sfruttare l'evento mediatico della guerra nei Balcani.
Ritiratosi dal mondo dello spettacolo assieme alla moglie Olga Pehar, segretaria di produzione e attrice di alcuni suoi film, decide di pubblicare alcuni romanzi gialli, ottenendo un buon successo; successivamente ha collaborato con la rivista cinematografica italiana Nocturno, dove ha tenuto una sua rubrica.
Nel 2016 esce la prima biografia, che parla della vita politica, sociale e professionale di Umberto Lenzi, un libro che ripercorre il vissuto del regista, da quando, negli anni cinquanta, si affacciava al mondo culturale, fondando e gestendo il circolo cinematografico della sua città, dove riuscì a portare autori eccellenti come: Vasco Pratolini, Pietro Germi, Federico Rossellini, che scelsero Massa Marittima, anche per proiettare le loro prime, tra le quali Il ferroviere. Nella sua esperienza culturale giovanile, Lenzi incontrò Carlo Cassola e Luciano Bianciardi, coi quali collaborò alla fondazione di altri circoli cinematografici, fu partecipe alla scrittura di saggi e soprattutto alla protesta a seguito della strage mineraria di Ribolla. Poi la partenza verso Roma, per il Centro sperimentale di cinematografia, che nonostante le difficoltà ha fatto la fortuna professionale di Umberto Lenzi. Tutto questo nel libro Una vita per il cinema. L'avventurosa storia di Umberto Lenzi regista di Silvia Trovato e Tiziano Arrigoni.
Ricoverato all'ospedale Grassi di Ostia a Roma, è morto il 19 ottobre 2017 all'età di 86 anni. È stato sepolto in Maremma, nel cimitero di Follonica.

## Lenzi scrittore
Nel 2008 ha esordito come scrittore di noir, pubblicando in tutto dieci romanzi. Umberto Lenzi ha ideato la figura letteraria di Bruno Astolfi, detective privato antifascista che si muove nel mondo del cinema italiano durante il ventennio fascista per risolvere intricati delitti. Nei romanzi di Lenzi si respira l'aria greve dei primi anni quaranta, segnati dalle pesanti tragedie belliche, mentre sullo sfondo il mestiere e la conoscenza del patinato mondo del cinema dell'autore riecheggia nelle puntuali ricostruzioni di set storici e nelle efficaci descrizioni di registi, attori e comparse.
Il personaggio è il protagonista di Delitti a Cinecittà (2008), Terrore ad Harlem (2009), ambientato sul set di Harlem di Carmine Gallone (1943), Morte al Cinevillaggio, ambientato a Venezia nella città del cinema voluta dalla Repubblica di Salò e Il Clan dei Miserabili (2014), ambientato appunto sul set de I miserabili di Riccardo Freda (1948).
Negli anni che vanno dal 1942 al 1945 sono collocati i romanzi che compongono la quadrilogia Roma assassina edita in maniera sperimentale in formato digitale nella collana "Rizzoli First". Ne fanno parte: Roma assassina, Carte in regola, La guerra non è finita e Spiaggia a mano armata (2012). Quest'ultimo è stato dato alle stampe anche nel più tradizionale formato cartaceo. Nel 2015 ha pubblicato Cuore criminale per Golem edizioni, un romanzo ambientato negli stabilimenti di Cinecittà appena ristrutturati dopo le vicende belliche. La trama si svolge durante le riprese del film Cuore di Duilio Coletti (1948), tratto dall'omonimo libro di Edmondo De Amicis.

## Considerazioni e riflessi
La rivalutazione di Umberto Lenzi con Quentin Tarantino, che dopo il successo di Pulp Fiction «aveva fatto avere a Lenzi, tramite Bob Murawski e Sage Stallone, delle locandine da autografare e che anni dopo, a Venezia, avrebbe definito il regista "uno dei miei miti"», ha una sua apoteosi con la brillante Intervista del sabato che La Stampa gli dedica il 3 settembre 2016, dove il regista ribadisce la propria dissonanza rispetto a un certo clima a lui contemporaneo. Lenzi ritiene che i propri film erano considerati dei serie B perché «piacevano alla gente e riempivano i cinema» rispetto a quanto accadeva con il cinema d'autore, nel quale considerava Vittorio De Sica un genio, ma stigmatizzava Michelangelo Antonioni. Tra l'altro, pur essendo anarchico e avendo amato «sommamente gli anarchici della guerra di Spagna», gli davano del fascista: a tal proposito affermò che «Morando Morandini a proposito di Milano odia, del 1974, scrisse che era un film in linea "con l'ideologia della destra reazionaria».

## Filmografia

### Regista
- I ragazzi di Trastevere – cortometraggio (1956)
- Vacanze ad Atene (1958)
- Le avventure di Mary Read (1961)
- Duello nella Sila (1962)
- Il trionfo di Robin Hood (1962)
- Caterina di Russia (1963)
- L'invincibile cavaliere mascherato (1963)
- Zorro contro Maciste (1963)
- Sandokan, la tigre di Mompracem (1963)
- Sandok, il Maciste della jungla (1964)
- L'ultimo gladiatore (1964)
- I pirati della Malesia (1964)
- I tre sergenti del Bengala (1964)
- La montagna di luce (1965)
- A 008, operazione Sterminio (1965)
- Superseven chiama Cairo (1965)
- Le spie amano i fiori (1966)
- Un milione di dollari per 7 assassini (1966)
- Kriminal (1966)
- Attentato ai tre grandi (1967)
- Tutto per tutto (1968)
- Una pistola per cento bare (1968)
- Orgasmo (1969)
- La legione dei dannati (1969)
- Così dolce... così perversa (1969)
- Paranoia (1970)
- Un posto ideale per uccidere (1971)
- Sette orchidee macchiate di rosso (1972)
- Il paese del sesso selvaggio (1972)
- Il coltello di ghiaccio (1972)
- Milano rovente (1973)
- Spasmo (1974)
- Milano odia: la polizia non può sparare (1974)
- Gatti rossi in un labirinto di vetro (1975)
- L'uomo della strada fa giustizia (1975)
- Il giustiziere sfida la città (1975)
- Roma a mano armata (1976)
- Napoli violenta (1976)
- Il trucido e lo sbirro (1976)
- Il cinico, l'infame, il violento (1977)
- La banda del gobbo (1977)
- Il grande attacco (1978)
- Contro 4 bandiere (1979)
- Da Corleone a Brooklyn (1979)
- Scusi lei è normale? (1979)
- Mangiati vivi! (1980)
- Incubo sulla città contaminata (1980)
- Cannibal Ferox (1981)
- Pierino la peste alla riscossa! (1982)
- Incontro nell'ultimo paradiso (1982)
- Cicciabomba (1982)
- La guerra del ferro - Ironmaster (1983)
- Squadra selvaggia (1985)
- Un ponte per l'inferno (1986)
- Tempi di guerra (1987)
- La casa 3 - Ghosthouse (1988)
- Paura nel buio (1989)
- Le porte dell'inferno – film TV (1989)
- La casa del sortilegio – film TV (1989)
- La casa delle anime erranti – film TV (1989)
- Nightmare Beach - La spiaggia del terrore (1989)
- Obiettivo poliziotto (1990)
- Demoni 3 (1991)
- Detective Malone (1991)
- Caccia allo scorpione d'oro (1991)
- Hornsby e Rodriguez - Sfida criminale (1992)

### Sceneggiatore
- Le verdi bandiere di Allah, regia di Giacomo Gentilomo e Guido Zurli (1963) – anche soggetto
- Il figlio di Aquila Nera, regia di Guido Malatesta (1968) – solo soggetto
- Zan, re della giungla (Tarzán en la gruta del oro), regia di Manuel Caño (1969)
- Striker, regia di Enzo G. Castellari (1988)
- Rage - Furia primitiva, regia di Vittorio Rambaldi (1988)
- Graffiante desiderio, regia di Sergio Martino (1993)

### Produttore
- L'assassino è costretto ad uccidere ancora, regia di Luigi Cozzi (1975)
- Con la rabbia agli occhi, regia di Antonio Margheriti (1976)

## Romanzi
- Delitti a Cinecittà, Coniglio Editore, 2008 (anche in Il Giallo Mondadori n. 3090)[8]
- Terrore ad Harlem, Coniglio Editore, 2009
- Morte al Cinevillaggio, Coniglio Editore, 2010
- Scalera di sangue, Coniglio Editore, 2011
- Roma assassina, Rizzoli, 2012 e-book
- Carte in regola, Rizzoli, 2012 e-book
- La guerra non è finita, Rizzoli 2012 e-book
- Spiaggia a mano armata, Rizzoli, 2012
- Il clan dei miserabili, Cordero, 2014
- Cuore criminale, Golem, 2015

## Altri scritti
- Prefazione del libro Ancora più... Cinici infami e violenti - Dizionario dei film polizieschi italiani anni '70, di Daniele Magni e Silvio Giobbio, Bloodbuster Edizioni, 2010, ISBN 978-8890208744
- Milano odia. La polizia non può sparare. Storia di un cult nell'Italia degli anni settanta di Paolo Spagnuolo, Milieu, Milano, 2018, ISBN 978-8831977012.
- Napoli Violenta di Paolo Spagnuolo 2014 Edizioni Mephite - EAN: 9788863201031
- Una vita per il cinema. L'avventurosa storia di Umberto Lenzi regista di Silvia Trovato e Tiziano Arrigoni - 2016 - Edizioni Bancarella Piombino EAN: 9788866151425 - La prima e unica biografia completa sulla vita sociale, politica, personale e professionale di Umberto Lenzi